# Селска лястовица
Селската лястовица (Hirundo rustica) е дребна птица от семейство Лястовицови (Hirundinidae), разред Врабчоподобни (Passeriformes).
Най-разпространеният представител на семейството в света. Има характерен и лесно разпознаваем външен вид със синьо-черна горна страна на тялото, дълга, силно вилообразна опашка и извити заострени криле. Среща се в Европа (включително и България), Азия, Африка, както и в Северна и Южна Америка.
Видът има шест подвида, които гнездят в северното полукълбо. Четири подвида са силно мигриращи и зимните им ареали покриват голяма част от южното полукълбо, като на юг достигат до централните части на Аржентина, Капската провинция на Южна Африка и Северна Австралия. Огромният ареал означава, че видът не е застрашен, но може да има намаляващи локални популации, поради специфични заплахи.
Селската лястовица е птица на откритите хабитати, която използва за гнездене структури, изградени от хората и съответно ареалът ѝ се е разширявал с разселването на човечеството. Изгражда от топчета кал гнездо с форма на купичка в селскостопански постройки и други подобни сгради и се храни с насекоми, които улавя в полет. Видът живее в непосредствена близост с хората, които я толерират, поради насекомоядната ѝ диета. Тази благосклонност в миналото се затвърждава и чрез суеверия по отношение на птицата и гнездото ѝ. Селската лястовица често се споменава в литературни и религиозни произведения, както поради живота ѝ в непосредствена близост с хората, така и във връзка ежегодните ѝ миграции. Селската лястовица е национална птица на Австрия и Естония.

## Физически характеристики
Възрастният мъжки от номинантния подвид H. r. rustica има дължина 17 – 19 cm, в това число удължените външни пера на опашката – 3 – 7 cm. Размахът на крилете е 32 – 34,5 cm, а масата – 16 – 22 g. Горната страна на тялото е синьо-черна с метален блясък. Челото и гърлото са червено-кафяви. През гърдите минава широка, черна напречна ивица. Останалата част от гърдите и корема са белезникави. Най-външните пера на опашката са издължени и придават характерната вилообразна форма, т. нар. „лястовича опашка“. От външната си страна крайните опашни пера имат ред бели петна. Има много слабо изразен полов и възрастов диморфизъм. Женската е без метален блясък. Гърлото и челото ѝ са ръждиви. Младите екземпляри приличат по окраска на женската, но опашката им е по-слабо вилообразна.
Характерната комбинация от червено-кафяво лице и синьо-черна ивица на гърдите лесно отличават селската лястовица от африканските видове лястовици, както и от Hirundo neoxena, с която има припокриване на ареалите в Австралазия. В Африка късите странични пера на опашката на младите селски лястовици правят възможно объркването с младите птици от вида Hirundo lucida, които обаче имат по-тясна тъмна ивица на гърдите и повече бяло по опашката.

### Глас
Песента на селската лястовица е весело чуруликане, често завършващо със „сю-сийр“, като втората част започва по-високо от първата, но тонът се понижава. Обажданията включват „уит“ и „уит-уит“, както и силно „сплий-плинк“ при тревога или при опити за пропъждане на врагове от гнездото. Предупредителният вик включва остро „сифлит“ за хищници като котки и „флит-флит“ за хищни птици, като например орко. Видът е сравнително тих в зимните си ареали.

## Класификация
Селската лястовица е описана от Карл Линей в неговата Systema Naturae през 1758 г. като Hirundo rustica Hirundo е латинската дума за лястовица, а rusticus означава селска. Този вид е единственият от рода, чийто ареал се простира и в Северна и Южна Америка, като преобладаващата част от видовете Hirundo живеят в Африка.
Класификацията на рода не е твърде проблемна, макар че лястовицата Hirundo lucida, обитаваща Западна Африка, басейна на река Конго и Етиопия, в миналото е определяна като подвид на селската лястовица. Hirundo lucida е малко по-дребна от селската лястовица, има по-тясна синя ивица на гърдите и възрастните имат по-къси крайни пера на опашката. В полет изглежда по-светла отдолу.

### Подвидове
Широко са разпознати шест подвида на селската лястовица. За Източна Азия са предложени някои допълнителни или алтернативни форми, включително saturata от Робърт Риджуей през 1883 г., kamtschatica от Бенедикт Дибовски през 1883 г., ambigua от Ервин Щреземан и mandschurica от Вилхелм Майзе през 1934 г. Предвид неизяснената валидност на тези форми, подвидовете са изложени по-долу според класификацията на Търнър и Роуз.
- H. r. rustica – номинантният европейски подвид гнезди в Европа и Азия, на север до Северния полярен кръг, на юг до Северна Африка, Близкия изток и Сиким, а на изток до река Енисей. Мигрира на широк фронт до зимните си ареали в Африка, Арабския полуостров и Индийския субконтинент.[3] Селските лястовици, зимуващи в Южна Африка, идват от евразийски гнездови ареали, достигащи на изток до минимум 91°E,[14] като има свидетелства, че прелитат до 11 660 km по време на сезонните миграции.[15]
- H. r. transitiva е описан от Ернст Хартерт през 1910 г. Гнезди в Близкия изток от Южна Турция до Израел и е частично постоянен подвид, макар че някои индивиди зимуват в Източна Африка. Има червеникаво-оранжева долна страна на тялото и прекъсната ивица на гърдите.[3]
- H. r. savignii е постоянен подвид в Египет, описан от Джеймс Стивънс през 1817 г. и наименуван на френския зоолог Мари Жул Сезар Савини.[16] Наподобява transitiva, който също има червеникаво-оранжева долна страна, но savignii има непрекъсната широка ивица на гърдите и по-наситено червен цвят отдолу.[7]
- H. r. gutturalis, описан от Джовани Антонио Скополи през 1786 г.,[10] има белезникава долна страна и прекъсната ивица на гърдите. Гърдите са кестеняви, а корема розово-бежов.[17] В този подвид са включени популациите, които гнездят в централните и източните части на Хималаите,[18] въпреки че основният гнездови ареал е в Япония и Корея. Птиците, гнездящи в Източна Азия, зимуват отвъд тропическа Азия от Индия и Шри Ланка[19] на изток до Индонезия и Нова Гвинея. Все по-голям брой зимуват в Австралия. Хибридизира се с H. r. tytleri в района на река Амур. Смята се, че ареалите на двата източноазиатски подвида са били географски разделени, но местата за гнездене, възникнали при разселването на хората, са довели до припокриване.[3] H. r. gutturalis посещава Аляска и щата Вашингтон,[20] но лесно се отличава от подвида, гнездящ в Северна Америка – H. r. erythrogaster по червеникавата долна страна на втория.[3]
- H. r. tytleri е описан за първи път от Томас Джердън през 1864 г. и наименуван в чест на британския военен, натуралист и фотограф Робърт Кристофър Тайтлър.[10] Има наситено червеникаво-оранжева долна страна на тялото и непълна ивица на гърдите, както и по-дълга опашка.[17] Гнезди в Централен Сибир, на юг до Северна Монголия, а зимува от Източен Бенгал на изток до Тайланд и Малайзия.[3]

- H. r. erythrogaster е северноамериканският подвид, описан от Питер Бодерт през 1783 г.[10] Отличава се от европейските подвидове с по-наситено червената долна страна на тялото, както и с по-тясната, често непълна синя гръдна ивица. Гнезди на цялата територия на Северна Америка – от Аляска до Южно Мексико и зимува в Малките Антили, Коста Рика, Панама и Южна Америка.[8] Малко птици може да зимуват и в най-южните части на гнездовия ареал. Този подвид прелита над Централна Америка на тесен фронт и затова по време на миграцията се наблюдава голяма концентрация в низините по двете крайбрежия.[21]

Късите крила, червеният корем и прекъснатата гръдна ивица на H. r. tytleri са характерни и за H. r. erythrogaster, а ДНК анализи показват, че лястовици от Северна Америка са колонизирали региона на езерото Байкал в Сибир. Тази посока на разпространение е противоположна на повечето промени в разпространението на видовете между Северна Америка и Евразия.

## Начин на живот

### Разпространение и местообитание
Предпочитаният хабитат на селската лястовица са открити терени с ниска растителност, като пасища, ливади и селскостопански земи, обикновено в близост до воден басейн. Този вид лястовица избягва гъсто залесените или валежни райони, както и твърде застроените населени места. Наличието на отворени постройки като хамбари, обори или дренажни тръби, осигуряващи места за гнездене, както и открити места за кацане, като жици, покривни била и голи клони, също е важно при избора на гнездова територия.
Гнезди в Северното полукълбо от морското равнище обикновено до 2700 m надморска височина, но и до 3000 m в Кавказ и Северна Америка, като отсъства само от пустините и най-северните части на континентите. В по-голямата част от ареала си избягва градовете, като в Европа е заместена в урбанизираните територии от градската лястовица. На остров Хоншу, Япония селската лястовица е по-скоро градски обитател, докато лястовицата Cecropis daurica я замества в селските региони.
През зимата селската лястовица е космополитна в избора си на хабитат, като избягва само гъстите гори и пустините. Най-често се среща в открити хабитати с нискостеблена растителност, като савана и животновъдни пасища. Във Венецуела, Южна Африка и Тринидад и Тобаго е документирано особеното ѝ предпочитание към изгорени или не стърнища на захарната тръстика и отпадъка от прибраната реколта. При отсъствие на подходящи места за нощувка, понякога може да каца и нощува по жици, където е много по-уязвима за нападения от хищници. Индивидите обикновено се връщат в същите зимни ареали всяка година и се концентрират от голяма територия за нощуване в тръстиковите полета. При груповото нощуване могат да се съберат изключително голям брой птици, като на едно място в Нигерия броят им е оценен на 1,5 милиона. Приема се, че тази висока концентрация е с цел защита от хищници, а пристигането на птиците е синхронизирано за надделяване над врагове като африканския сокол орко (Falco cuvierii). Селската лястовица е документирана да гнезди в районите от зимните си ареали с по-умерен климат, като планините на Тайланд и Централна Аржентина.
Миграцията на селски лястовици от Великобритания до Южна Африка за пръв път е установена на 23 декември 1912 г., когато птица, опръстенена от Джеймс Мейсфийлд в гнездо в Стафордшър е открита в Натал. Както може да се очаква от птица, мигрираща на дълги разстояния, видът се среща като посетител в такива отдалечени територии като Хаваи, Бермуда, Гренландия, Тристан да Куня и Фолкландските острови.

### Хранене
Селската лястовица е подобна в поведението си на другите насекомоядни птици, в това число другите видове лястовици и несвързаните с тях бързолети. Полетът ѝ не е изключително бърз, при скорост оценена на около 11 m/s, до 20 m/s и движение на крилата приблизително 5 до 7 – 9 удара в секунда. Притежава висока маневреност в полет, която ѝ позволява да се храни с летящи насекоми. Често се наблюдава в сравнително нисък полет над открити и полуоткрити терени.
Селската лястовица обикновено се храни 7 – 8 m над плитки водни басейни или над земята, като често следва животни, хора или селскостопански машини и лови подплашени от преминаването им насекоми. Понякога улавя плячка по повърхността на водата, по стени и растения. В гнездовите ареали едрите мухи съставляват около 70% от диетата на вида, а листните въшки също представляват значителен компонент. В Европа, селската лястовица консумира по-малко листни въшки от градската и от бреговата лястовици. В зимните ареали Hymenoptera и особено летящи мравки са важна храна. По време на размножителния период селските лястовици ловуват по двойки, но през останалото време често образуват големи ята.
Изследване чрез изотопен анализ показва, че зимуващите популации може да използват различни ловни хабитати, като гнездящите във Великобритания се хранят основно над тревни терени, а тези от Швейцария повече над гористи терени. Друго изследване показва, че индивиди от една популация, гнездяща в Дания, всъщност зимуват в два отделни и различаващи се ареала.
Селската лястовица пие, като прелита ниско над водни басейни и загребва вода с отворен клюн. Къпе се по подобен начин, като се потапя във водата за кратко, докато прелита.
Лястовиците се събират и нощуват на големи ята след размножителния период – понякога от няколко хиляди птици. Тръстиковите полета са много предпочитани, като цялото ято се върти във въздуха заедно преди да се спусне ниско над тръстиката. Тръстиковите полета са важен източник на храна преди и по времена на миграцията. Въпреки че селската лястовица е дневен мигрант и може да се храни в движение, докато прелита ниско над суша или вода, тръстиковите полета осигуряват натрупването и възстановяването на мастни запаси.

### Размножаване
Мъжките селски лястовици се завръщат в гнездовия ареал преди женските и избират място за гнездо, към което след това привличат женски, като летят наоколо и пеят. Документирана е връзка между успеха на мъжките да привлекат женска и дължината на външните пера на опашката – по-дългата опашка е по-атрактивна за женските. Мъжките индивиди с по-дълги опашки обикновено са по-дълголетни и устойчиви на болести. По този начин женските се възползват косвено от тази форма на подбор, тъй като по-дългите опашни пера идентифицират генетично по-силен индивид, който ще създаде по-здраво поколение. Мъжките в Северна Европа имат по-дълги опашни пера от лястовиците в южните части на континента. В Испания външните опашни пера на мъжките са само с 5% по-дълги от тези на женските, докато във Финландия разликата е 20%. В Дания средната дължина на опашката при мъжките се е увеличила с 9% между 1984 и 2004 г., но е възможно климатичните промени да доведат в бъдеще до по-къси опашки, ако летата станат горещи и сухи.
Мъжките с дълги пера на опашката имат и по-големи бели петна по останалите опашни пера. Хапещите въшки предпочитат бели пера, така че големи бели опашни петна без поражения от паразити отново демонстрират размножителни преимущества. Съществува положителна връзка между размера на петната и броя на поколението, създадено всеки сезон.
И двамата родители защитават гнездото, но мъжките са особено агресивни и териториални. Веднъж сформирани, брачните двойки се размножават заедно до живот, но извънбрачната копулация е често срещано явление, което прави вида генетично полигамен, въпреки че е социално моногамен. Мъжките активно охраняват брачните си партньорки, за да предотвратяват покриването им от други мъжки. Понякога мъжките използват фалшиви сигнали за опасност, за да прекъсват опити за извънбрачна копулация, насочени към партньорките им.
Както подсказва името ѝ, селската лястовица обикновено гнезди в отворени селскостопански постройки, като обори и хамбари, както и под мостове и пристани. Гнездото има форма на правилна купичка и се прикрепя към греда или подходяща вертикална повърхност. Изгражда се от двамата партньори, но по-често от женската, от малки топчета кал, събрана с клюна. Застила се с трева, пера, водорасли или други меки материали. Селските лястовици могат да гнездят и на колонии при наличност на подходящи висококачествени гнездови локации. В рамките на колонията всяка двойка защитава територията около гнездото си, която за европейските подвидове е с размер от 4 до 8 m2. Размерът на колониите в Северна Америка е сравнително по-голям.
В Северна Америка е документиран чест мутуализъм с орела рибар. Селските лястовици изграждат гнездата си под гнездото на орела рибар, като така са защитени от други грабливи птици, които са отблъсквани от хранещия се изключително с риба орел. Сигналите за опасност на лястовиците предупреждават орлите рибари за приближаването на такива хищници.
Преди широкото разпространение на човешките постройки, селските лястовици гнездят по вертикални скали или в пещери, но в съвременността това се случва рядко. Женската снася от две до седем, но обикновено четири или пет бели яйца с червеникави петна. Яйцата са с размер 24 на 14 mm и тежат 1,9 g, от които 5% се падат на черупката. В Европа мъти почти изключително женската, но в Северна Америка мъжкият може да мъти до 25% от времето. Инкубационният период обикновено е между 14 и 19 дни. Малките се излюпват голи и безпомощни и се оперяват за 18 – 23 дни. Малките остават с родителите си и получават храна от тях за около седмица след напускане на гнездото. Понякога птици от първото люпило за годината помагат на родителите си да хранят второто люпило.
Селската лястовица атакува хищници като котки и ястреби, които се приближават твърде много до гнездото ѝ, и често прелита съвсем близо до агресора. Възрастната селска лястовица става жертва на малко хищници, но понякога е улавяна от ястреби, соколи и сови. Рядко е обект на гнездови паразитизъм от кукувици в Евразия или от птиците от рода Molothrus в Северна Америка.
Обикновено има две люпила за един размножителен сезон, като същото гнездо се използва и за второто люпило. Гнездото се ремонтира и използва отново през последващи години. Люпимостта е 90%, а процентът на излетелите малки е 70 – 90%. Средната смъртност през първата година е 70 – 80%, а за възрастните 40 – 70%. Въпреки че максималната документирана продължителност на живота е 11 години, повечето индивиди оцеляват по-малко от четири години. Вътрешността на устата при малките е яркочервена, като е демонстрирано, че това стимулира родителите да ги хранят. Експеримент с манипулация на размера на люпилото и имунната система на малките е демонстрирал положителна корелация между яркостта на цвета на устната кухина и степента на клетъчния имунен отговор. Експериментът още е показал, че по-големият размер на люпилото и инжектирането на антиген води до по-бледо оцветяване на устната кухина.
Документирана е хибридизация на селската лястовица в Северна Америка с лястовиците Petrochelidon pyrrhonota и Petrochelidon fulva и в Евразия с градската лястовица. Хибридът с градската лястовица е един от най-разпространените хибриди сред врабчовите птици.
- Яйца в Природонаучния музей в Тулуза
- Малко, излюпено преди по-малко от час
- Малки и яйца в гнездо, застлано с конски косми
- По-възрастни малки в гнездо
- Млада птица по време на хранене

## Паразити и хищници
Селските лястовици, както и други дребни врабчови птици, често имат характерни дупки по перата на опашката и крилата. Има хипотези, че тези дупки са причинени от птичи въшки като Machaerilaemus malleus и Myrsidea rustica. Други изследвания предполагат, че са причинени най-вече от въшки от рода Brueelia. Няколко други вида въшки са описани от гостоприемници селски лястовици, в това число Brueelia domestica и Philopterus microsomaticus. В Тексас дървеницата Oeciacus vicarius, която паразитира по други местни лястовици, е наблюдавана и по селската лястовица.
Известно е, че хищни прилепи като Megaderma lyra нападат селската лястовица. Местата за групово нощуване на лястовиците привличат хищниците и няколко вида соколи се възползват от възможността. Потвърдените видове соколи, които ловуват селската лястовица включват сокола скитник и африканския орко Falco cuvierii.

## Природозащитен статус
Селската лястовица има огромен ареал с територия оценявана на 51 700 000 km2 и популация от 190 милиона индивида. Видът се оценява като „незастрашен“ от Международния съюз за защита на природата (IUCN) и няма специален статус по Конвенцията за международна търговия със застрашени видове от дивата фауна и флора (CITES).
Този животински вид е силно облагодетелстван в исторически план от изсичането на горите, поради създаването на откритите хабитати, които предпочита, както и от разселването на хората, осигуряващо изобилие от безопасни места за гнездене в постройки. Наблюдавано е локално намаляване на популацията в Израел през 1950-те, поради използването на ДДТ, конкуренция за места за гнездене с домашното врабче в САЩ през 19 век, както и продължаващо снижаване на числеността в части от Европа и Азия, предизвикано от интензификацията на селското стопанство и намаляването на насекомите за храна. От друга страна, в Северна Америка през 20 век се наблюдава нарастване на популацията, поради увеличаването на броя на удобните за гнездене места и съответното разширяването на ареала, включително колонизацията на северните части на Албърта.
Климатичните промени може да засегнат селската лястовица. Сушата причинява загуба на телесна маса и забавя израстването на перата при линеене. Разширяването на пустинята Сахара ще я превърне в по-сериозна преграда пред мигриращите европейски птици. Горещите и сухи лета ще намалят количеството на насекомите за изхранване на поколението. От друга страна, по-топлата пролет може да удължи размножителния период и да доведе до по-голям брой малки, както и до използване за гнездене на места извън сградите в северните части на ареала и съответно отново до увеличаване на поколението.
В България е защитен вид, включен в Приложение № 3 на Закона за биологичното разнообразие. Дейностите забранени по отношение на вида са дефинирани в чл. 38 от закона. Глобата за нарушителите на закона по отношение на този вид е определена на 30 лева с постановление на Министерския съвет № 235 от 5 септември 2006 г.

## Взаимоотношения с хората
Селската лястовица се възприема като привлекателна птица, а диетата ѝ от летящи насекоми, кара хората да я толерират, когато използва сградите им за гнездене. Мигрира сравнително рано и често се приема от хората като един от първите признаци за приближаването на лятото.
Изглежда, че селската лястовица използва сградите и мостовете на хората от незапомнени времена. Едно от ранните споменавания е в Георгики на Вергилий от 29 пр.н.е. – „Ante garrula quam tignis nidum suspendat hirundo“ (Преди чуруликащата лястовица да закачи гнездото си под стрехата).
В миналото много животновъди вярват, че лястовиците пренасят инфекции от Salmonella, но изследване в Швеция не открива доказателства птиците да са вектор на бактериите.

### В литературата
В множество литературни произведения прелета на лястовицата на север се използва като символ на пролетта или лятото. Пословицата за необходимостта от повече от едно доказателство се среща още в „Никомаховата етика“ на Аристотел: Защото една лястовица не прави пролет, нито пък я прави един [слънчев] ден; и също така нито един ден, нито кратко време прави човека блажен и щастлив.
Селската лястовица символизира идването на пролетта и съответно любовта в късно латинското стихотворение Pervigilium Veneris (Нощен празник в чест на Венера). В „Пустата земя“ Т. С. Елиът цитира стиха Quando fiam uti chelidon [ut tacere desinam?] (Как да стана като лястовицата [, за да имам глас и аз?]) от Pervigilium Veneris. Цитатът се отнася за една от версиите на мита за атинската принцеса Филомела, превърнала се в славей и за сестра ѝ Прокна, която се превръща в лястовица. В някои по-малко известни версии двата вида птици са разменени. От друга страна, с картина на събирането на лястовиците за миграцията им на юг завършва одата „На есента“ на Джон Кийтс.
Лястовицата забележимо фигурира и в няколко от пиесите на Уилям Шекспир, спомената поради бързия ѝ полет. Например в пето действие, втора сцена на „Ричард III“ – True hope is swift, and flies with swallow's wings (Истинската надежда е бърза и лети с крилете на лястовица). Във второ действие, втора сцена на „Тит Андроник“ – And I have horse will follow where the game /Makes way, and run like swallows o'er the plain. (Конете ми назад не ще останат, /дори и лястовици да ловим!). Шекспир споменава и годишната миграция на вида в поетична форма в четвърто действие, четвърта сцена на „Зимна приказка“ – ...daffodils, /That come before the swallow dares, and take /The winds of March with beauty... (...о, нарциси, предварващи цвъртежа /на мартенските лястовички).
В разказа на Йордан Йовков „По жицата“ бялата лястовица е символ на надеждата за безнадеждно болни." Е Ти, кай знаеш ли що е бяла лястовичка Тя, кай, на сто години я се появи веднъж, я не, ама който я види, от каквато и болест да е болен, оздравя!"

### В културата
Гилбърт Уайт описва селската лястовица в детайли в пионерния си труд The Natural History of Selborne (Естествена история на Селборн), публикуван през 1789 г., но дори и този внимателен наблюдател не е сигурен дали видът мигрира или хибернира през зимата. От друга страна дългите пътешествия на лястовиците са добре познати на моряците и татуировката на лястовица е популярна сред тях като символ на успешното завръщане. Според традицията морякът си татуира първата „птица пътешественик“ след като преплава 5000 морски мили (9300 km) и добавя втора след общо изминати 10000 морски мили (18600 km) по море.
В миналото толерантността на хората към тази полезна насекомоядна птица е била налагана и чрез суеверия, като например по отношение на събарянето на лястовичите гнезда. Вярвало се е, че такива действия могат да доведат до кърваво мляко при кравите или спиране на млякото им, както и спиране на снасянето при кокошките. Това може да е и фактор за дълготрайността на лястовичите гнезда. Продължителността на живота за гнездото с необходимите ежегодни ремонти нормално достига 10 – 15 години, като съществуват сведения за гнездо, обитавано 48 години.
Селската лястовица е представена като Martlet, Merlette или Merlot в хералдиката, където символизира по-млади синове без земя. Птицата се изобразява без крака, тъй като това е преобладаващото вярване по това време. В резултат от кампания на орнитолози селската лястовица е избрана за национална птица на Естония на 23 юни 1960.